# Primera División (Uruguay) 1965
Die Saison 1965 der Primera División war die 62. Spielzeit (die 34. der professionellen Ära) der höchsten uruguayischen Spielklasse im Fußball der Männer, der Primera División.
Die Primera División bestand in der Meisterschaftssaison des Jahres 1965 aus zehn Vereinen, deren Mannschaften in den insgesamt 90 Meisterschaftsspielen jeweils zweimal aufeinandertrafen. Es fanden 18 Spieltage statt. Die Meisterschaft gewann Peñarol Montevideo als Tabellenerster vor Nacional Montevideo und dem CA Cerro als Zweitem und Drittem der Saisonabschlusstabelle. Als Tabellenletzter stieg der Colón FC in die Primera B ab. Torschützenkönig wurde mit 15 Treffern Pedro Rocha.

## Jahrestabelle
| Pl. | Verein                    | Sp. | S  | U | N  | Tore    | Diff. | Punkte |
| --- | ------------------------- | --- | -- | - | -- | ------- | ----- | ------ |
| 1.  | Peñarol Montevideo (M)    | 18  | 15 | 2 | 1  | 043:170 | +26   | 32     |
| 2.  | Nacional Montevideo       | 18  | 12 | 3 | 3  | 033:140 | +19   | 27     |
| 3.  | CA Cerro                  | 18  | 11 | 3 | 4  | 031:180 | +13   | 25     |
| 4.  | Racing Club de Montevideo | 18  | 8  | 3 | 7  | 027:290 | −2    | 19     |
| 5.  | Centro Atlético Fénix     | 18  | 7  | 4 | 7  | 022:190 | +3    | 18     |
| 6.  | Rampla Juniors            | 18  | 5  | 7 | 6  | 021:220 | −1    | 17     |
| 7.  | Danubio FC                | 18  | 6  | 5 | 7  | 026:270 | −1    | 17     |
| 8.  | Sud América               | 18  | 4  | 3 | 11 | 023:340 | −11   | 11     |
| 9.  | Montevideo Wanderers      | 18  | 2  | 3 | 13 | 016:360 | −20   | 07     |
| 10. | Colón FC (N)              | 18  | 2  | 3 | 13 | 014:400 | −26   | 07     |

| (M) | Meister der vorangegangenen Saison  |
| (N) | Aufsteiger aus der Segunda División |